# Parafia Miłosierdzia Bożego w Przemyślu
Parafia Miłosierdzia Bożego w Przemyślu – parafia rzymskokatolicka pod wezwaniem Miłosierdzia Bożego w Przemyślu, należąca do dekanatu Przemyśl II w archidiecezji przemyskiej. Erygowana w 1991 roku. Mieści się na osiedlu „Rycerskie”, przy ulicy Bielskiego 78.

## Historia
Pod koniec lat 80. XX wieku w Przemyślu powstało nowe osiedle "Rycerskie". Staraniom ks. dziekana Adama Michalskiego - w 1988 roku otrzymano zgodę na budowę kościoła, plebanii i punktu katechetycznego na osiedlu "Rycerskie". 
6 września 1991 roku dekretem abpa Ignacego Tokarczuka została erygowana parafia pw. Miłosierdzia Bożego, z wydzielonego terytorium parafii św. Józefa i parafii Matki Bożej Królowej Polski. 27 sierpnia 1991 roku z parafii Łańcut - Podzwierzyniec przywieziono drewnianą kaplicę, a w grudniu 1991 roku zakończono jej budowę. 1 stycznia 1992 roku bp Edward Białogłowski poświęcił kaplicę. 22 czerwca 1993 roku w kościele na ołtarzu uroczyście umieszczono obraz Jezusa Miłosiernego. 3 października tegoż roku rozpoczęła się peregrynacja obrazu Jezusa Miłosiernego po parafii. W grudniu 1996 roku parafia uzyskała plac pod budowę nowego kościoła. 
13 czerwca 1998 roku rozpoczęto budowę plebanii z kaplicą. 24 grudnia 1998 roku w nowo wybudowanej kaplicy odprawiono Pasterkę. 1 stycznia 1999 roku poświęcenia kaplicy dokonał abp. Józef Michalik. We wrześniu 2000 roku poświęcono plac, a następnie rozpoczęto budowę kościoła według projektu arch. Zbigniewa Białkiewicza. 
10 maja 2002 roku przy parafii zaczął działać parafialny oddział Akcji Katolickiej. 13 maja rozpoczęły się nabożeństwa i procesje z figurą Matki Bożej Fatimskiej. W dniach 18 - 19 września 2002 roku w parafii odbyła się peregrynacja Kopii Obrazu Jasnogórskiego. W dniach 17 - 19 września 2004 roku w parafii odbywało się Ogólnopolskie Spotkanie Katolickiego Stowarzyszenia Kolejarzy Polskich. 
Budowę kościoła ukończono w 2007 roku, a 24 grudnia odprawiono Pasterkę. 19 kwietnia 2009 roku abp Józef Michalik dokonał poświęcenia nowego kościoła.
W dniach 14 - 16 października 2011 roku w Przemyślu obradowała Konferencja Episkopatu Polski, a w parafii gościł abp Henryk Hoser z Warszawy. W dniach 16 - 17 listopada 2011 roku w kościele podczas archidiecezjalnej peregrynacji była adoracja Krzyża i Relikwii św. Jana Pawła II. W 2012 roku wykonano nowy ołtarz. 6 grudnia 2015 roku odbyła się konsekracja kościoła, której dokonał abp Józef Michalik. W 2018 roku wykonano Ołtarz Matki Bożej Miłosierdzia.
Proboszczowie parafii:
1991–1992. ks. Adam Michalski (administrator excurrendo z parafii Przemyśl-Kmiecie).
1992–1994. ks. Wojciech Frankiewicz.
1994–2001. ks. Michał Błaszkiewicz.
2001– nadal ks. prał. Janusz Mączka.

## Terytorium parafii
Na terenie parafii jest 3 318 wiernych mieszkających przy ulicach: Bielskiego (numery parzyste 42a-f, 44a-d, 52–66, oraz po drugiej stronie drogi zabudowa szeregowa), Dolińskiego (od numeru 16–24), Biskupa Glazera (numery nieparzyste 39–49), Łętowska, Malawskiego, Narutowicza (numery nieparzyste 21–29, parzyste 46 i 48), Sikorskiego, Swobodna, Szańce, Warneńczyka (numery parzyste 4–14), Zamiejska.
.